# Michael Morrison
Michael Brian Morrison (Bury St Edmunds, 3 marzo 1988) è un calciatore inglese, difensore del Cambridge Utd.

## Carriera
Ha giocato nella seconda divisione inglese.

## Palmarès

### Club

#### Competizioni nazionali
- Football League One: 2

Leicester City: 2008-2009
Charlton: 2011-2012